# Triplacidea
Triplacidea é um género de coleópteros da família Erotylidae.